# Херберт, Рики
Ри́чард (Ри́ки) Ллойд Хе́рберт (англ. Richard "Ricki" Lloyd Herbert; род. 10 апреля 1961) — новозеландский футболист и тренер.

## Биография
Как игрок в составе сборной Новой Зеландии принимал участие в розыгрыше финальной стадии чемпионата мира 1982 года в Испании. С 2005 является главным тренером сборной Новой Зеландии, параллельно до февраля 2013 года возглавлял клуб новозеландско-австралийской A-League «Веллингтон Феникс».

## Достижения

### Индивидуальные
- Молодой игрок года Новой Зеландии: 1980
- Тренер года Новой Зеландии: 2007

### Клубные
«Университет-Маунт Веллингтон»
- Кубок Чазема: 1980, 1982
- Национальная футбольная лига Новой Зеландии: 1980, 1982, 1986

«Сидней Олимпик»
- Австралийский национальный Кубок Лиги Футбола: 1983

### Тренерские
С разными клубами и сборной
- Кубок Чазема: 1997, 1998
- Национальная футбольная лига Новой Зеландии: 1999
- Кубок наций ОФК: 2008